# Фрауройт
Фрауройт (нем. Fraureuth) — община в Германии, в земле Саксония. Подчиняется административному округу Кемниц. Входит в состав района Цвиккау.  Население составляет 5411 человек (на 31 декабря 2010 года). Занимает площадь 22,59 км².
Коммуна подразделяется на 4 сельских округа.